# Katarzyna Markiewicz
Katarzyna Markiewicz (ur. 17 kwietnia 1976, zm. 23 marca 2014 w Warszawie) – polska piosenkarka i autorka tekstów, wokalistka zespołu One Million Bulgarians, uczestniczka programu telewizyjnego The Voice of Poland.

## Życie i kariera
Śpiewać zaczęła jeszcze jako uczennica szkoły podstawowej, występując w grupie taneczno-wokalnej. Następnie przebywała na emigracji w USA. Po powrocie do kraju współpracowała jako wokalistka i autorka tekstów z zespołem One Million Bulgarians, z którym nagrała dwa albumy: Bezrobocie z 2003 roku, na którym była także współautorką tekstu piosenki "Przymarszcz" oraz dwupłytowy album Rocklad Jazzdy z 2006 roku, gdzie była także współautorką tekstów piosenek: "Piekielny czad", "Wulkan", "Inny", "Paradise Drinkers", "Ofiary promocji" i "Przymarszcz". W późniejszym okresie prowadziła imprezy karaoke w klubach na terenie Warszawy. W 2012 roku zdiagnozowano u niej raka szyjki macicy.
W 2014 roku wzięła udział w 4. edycji talent show The Voice of Poland, gdzie wykonała cover piosenki Ozzy'ego Osbourne'a i pomyślnie zakwalifikowała się do kolejnego etapu programu, w drużynie Justyny Steczkowskiej. Tuż przed śmiercią Katarzyna Markiewicz udzieliła między innymi wywiadu dla serwisu Onet.pl, zachęcając kobiety do regularnych badań profilaktycznych. Producenci programu The Voice of Poland, zorganizowali także koncert charytatywny jej poświęcony, który miał za zadanie także promowanie badań profilaktycznych. Zmarła 23 marca 2014 roku na raka szyjki macicy. Pochowana na cmentarzu ewangelicko-reformowanym w Warszawie (kwatera 15-5-6).